# Arneburg
Arneburg est une ville de Saxe-Anhalt en Allemagne.